# Абу (гора)
Абу или Гуру-Сиккар — высочайшая вершина горного хребта Аравали высотой 1722 метра. С XII века религиозный центр движения джайнизма. Гора знаменита комплексом храмов: Вимала-Васаи, Неминатха и Адинахта. Храмы интересны своими белокаменными интерьерами с тончайшей резьбой и инкрустациями с джайнскими статуями.